# Sportverein Bayer Wuppertal (pallavolo)
Il Wuppertal Titans è una società pallavolistica tedesca, con sede a Wuppertal.

## Storia della società
Sorta nel 1952 a Leverkusen all'interno della polisportiva Sportvereinigung Bayer 04 Leverkusen (la stessa di cui faceva parte la squadra di calcio del Bayer Leverkusen), esordì in 1. Bundesliga nel 1978. Già nel 1979 si laureò Campione della Germania Ovest. Nel 1989 vinse il secondo titolo, conquistando anche la prima Coppa Nazionale; nel 1990 vinse l'ultimo titolo prima della riunificazione della Germania.
Nel 1992 il club fu trasferito a Wuppertal. Nel 1994 vinse il campionato nazionale (si ripeté nel 1997); ottenne il suo miglior risultato nelle competizioni internazionali nel 1996, con la finale di Coppa delle Coppe poi persa contro l'Olympiakos Syndesmos Filathlōn Peiraiōs. Raggiunse in due occasioni (1992 e 1997) la fase finale di Coppa CEV, chiudendo in entrambi i casi al terzo posto.
Nel 2008, dopo l'abbandono dello storico sponsor Bayer, il club è stato rifondato con il nome di Wuppertal Titans; milita ancora in 1. Bundesliga, non essendone mai retrocesso.

## Palmarès
- Campionato tedesco dell'Ovest: 3

1978-79, 1988-89, 1989-90
- Campionato tedesco: 2

1993-94, 1996-97
- Coppa di Germania dell'Ovest: 1

1987-88
- Coppa di Germania: 1

1994-95